# Kapustînți, Zbaraj
Kapustînți (în ucraineană Капустинці) este localitatea de reședință a comunei Kapustînți din raionul Zbaraj, regiunea Ternopil, Ucraina. Satul este situat în nord-estul regiunii istorice Galiția.

## Demografie
Componența lingvistică a localității Kapustînți
     Ucraineană (99,51%)
     Alte limbi (0,49%)
Conform recensământului din 2001, majoritatea populației localității Kapustînți era vorbitoare de ucraineană (99,51%), existând în minoritate și vorbitori de alte limbi.